# 銅鑼灣廣場

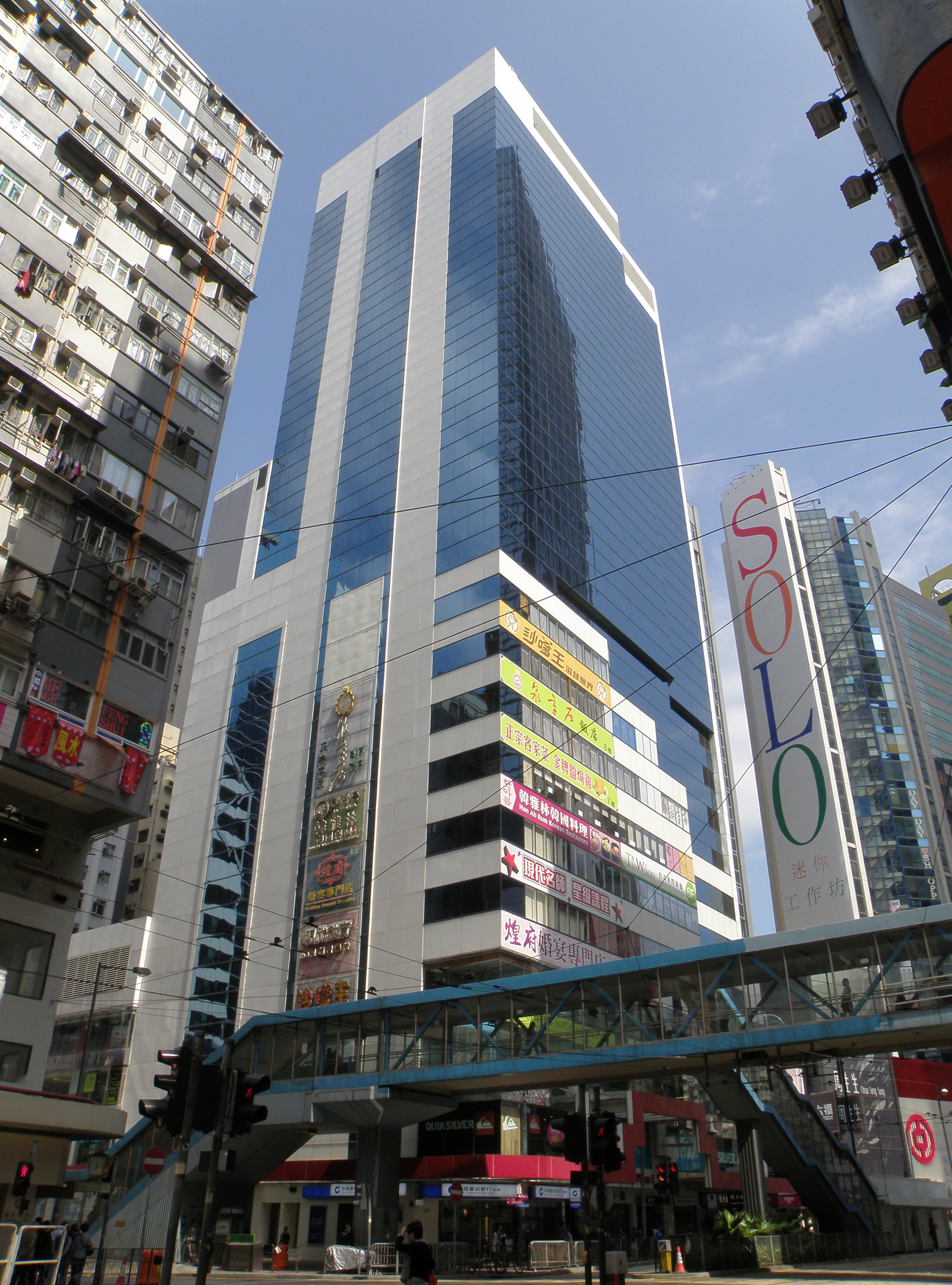
銅鑼灣廣場1期

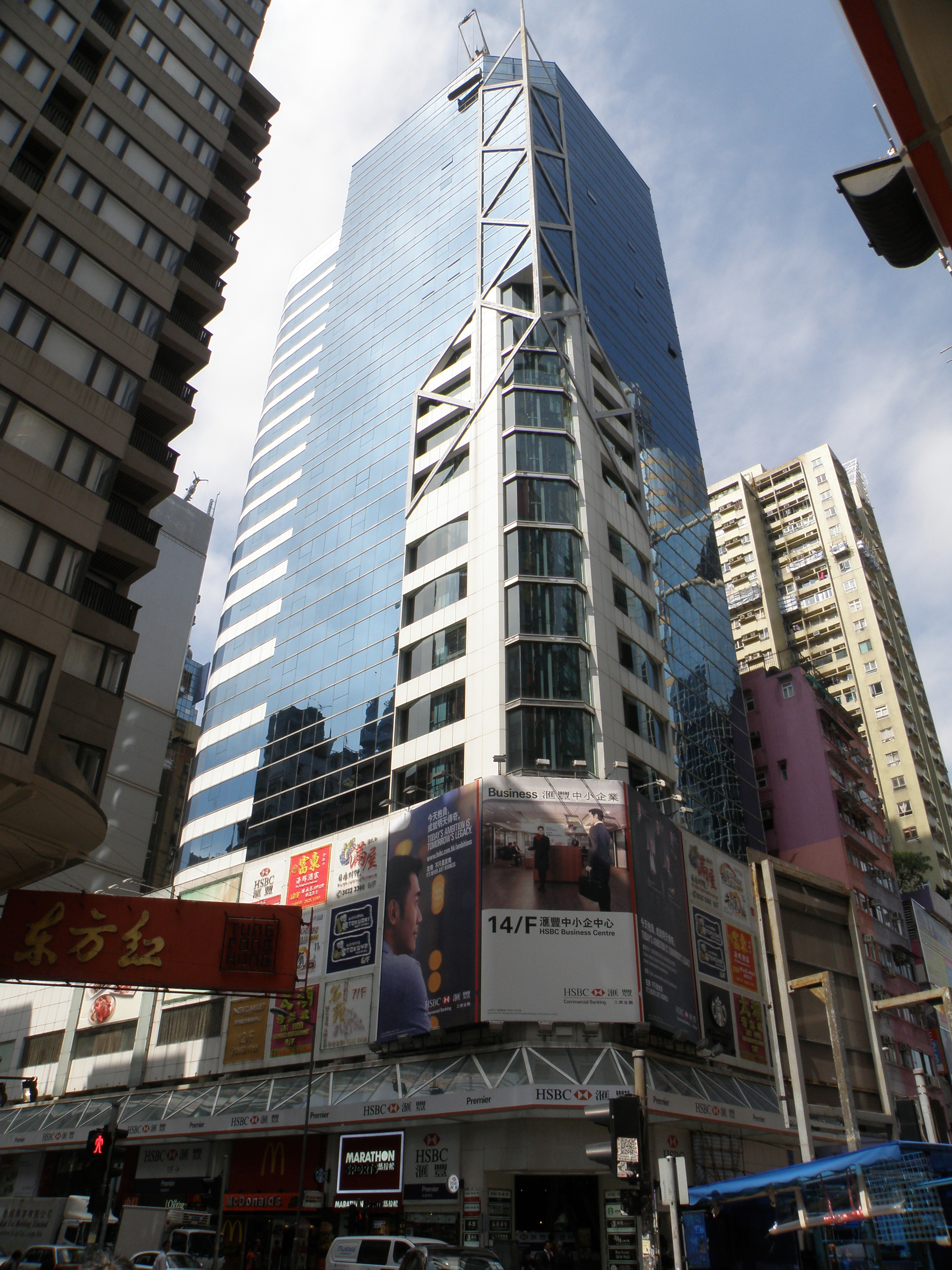
銅鑼灣廣場2期

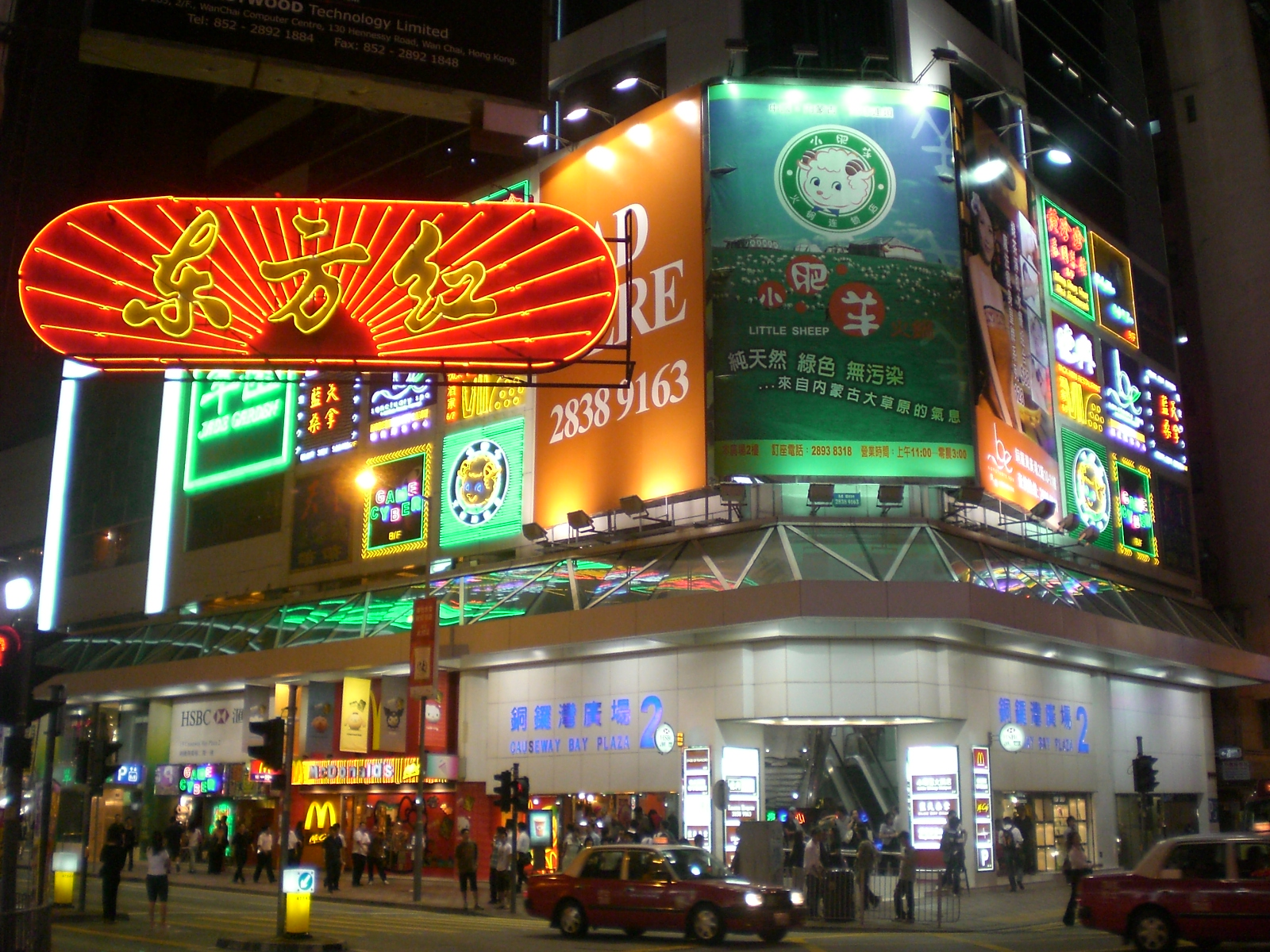
銅鑼灣廣場2期基座（2008年）

銅鑼灣廣場（英語：Causeway Bay Plaza）是由商場及寫字樓組成的建築，位於香港香港島銅鑼灣，分為兩期發展。由麗新集團於1989年至1992年興建。
銅鑼灣廣場1期於1989年落成，位於軒尼詩道489號。樓高25層，地庫4層為港鐵銅鑼灣站西大堂及機房，地面設港鐵銅鑼灣站B出口、C出口及緊急出口，並有行人天橋過對面馬路。毗鄰香港電車波斯富街車站。原址前身為紐約戲院。
銅鑼灣廣場2期位於駱克道463-483號，由馬梁建築師事務所設計，於1992年落成，樓高24層，命名為力寶商業大廈，設有室內停車場。

## 鄰近
- 伊利莎伯大廈
- 希慎廣場（原址為興利中心）
- 合宜大廈
- 信和廣場
- 東角中心
- 崇光百貨

## 相關
- 泉章居
- 紐約戲院